# Painel tátil óptico

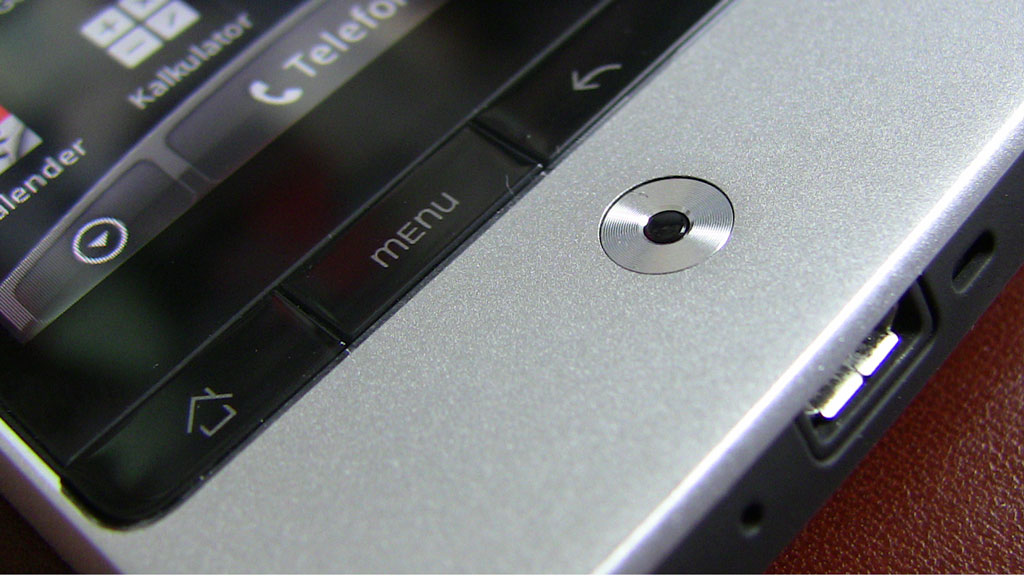
Painel tátil óptico de um smartphone.

Painel tátil óptico é um dispositivo de entrada baseado em um sensor óptico, que detecta o deslocamento de um dedo que se move por cima dele. É geralmente utilizado em smartphones e computadores de bolso como dispositivo de apontamento, em substituição à botões direcionais com a vantagem de capturar movimentos em 360 graus e o uso mais eficiente do pequeno espaço, uma vantagem em relação à tela de toque é que detecta o movimento da pele, ao contrário da detecção do centro do local em contato.